# Linuxの採用
Linuxの採用とは、世帯、非営利組織、ビジネス、そして政府によるLinuxベースのコンピュータOSの採用のことであり、これについて述べる。
(Linuxで動作する)Androidは、世界で最も広く使用されているコンピュータOSである。2024年現在、Androidは世界のOS市場の45%を占め、次いでWindowsが26%となっている。
Linuxは、世界で最も強力なスーパーコンピュータのTOP500全て、デスクトップ＆ノートパソコン、国際宇宙ステーション、スマートフォン、スマートウォッチ、テレビ、そして自動車といったほぼ全ての種類の機器で動作する。(上記に)加えてニューヨーク証券取引所、米国防総省ペンタゴンのような大規模システムおよびFacebook、YouTube、そしてX（旧Twitter）のようなソーシャル・メディア・プラットフォームは全てLinuxで動作している。Microsoftのクラウド・サービスはLinuxに依存している。
2010年8月、(Forrester Researchの主席アナリストである)Jeffrey Hammondは「Linuxは主流派の採用に向けてキャズム（※デスバレー (研究開発) も参照されたし）を越えた（"Linux has crossed the chasm to mainstream adoption"）」と宣言した、その声明文は2000年代後半の不況のさなかにLinuxに移行した多数の企業によって証明された。
2009年第3四半期に完了した企業調査では、調査対象企業の48%がオープンソースOSを使用していると報告した。
Linux Foundationは、Linuxカーネル、Linux OSディストリビューション、および関連テーマに関する出版物を定期的にリリースしており、その内の1つ、「Linuxの採用動向：エンタープライズ・エンドユーザーの調査("Linux Adoption Trends: A Survey of Enterprise End Users")」は、登録すれば無料で利用可能である。

## Linuxの採用者
従来のWebサービス以外にも、Linuxは最大級のインターネット資産の多くを駆動する (例としては、Google、Amazon、Facebook、eBay、TwitterもしくはYahoo!が挙げられる)。

## GUIを備えるハードウェア・プラットフォーム
Linuxはデスクトップ・コンピュータ、サーバーおよびスーパーコンピュータ、と同様に幅広いデバイス上で使われている。

### デスクトップおよびネットトップ・コンピュータおよびラップトップ

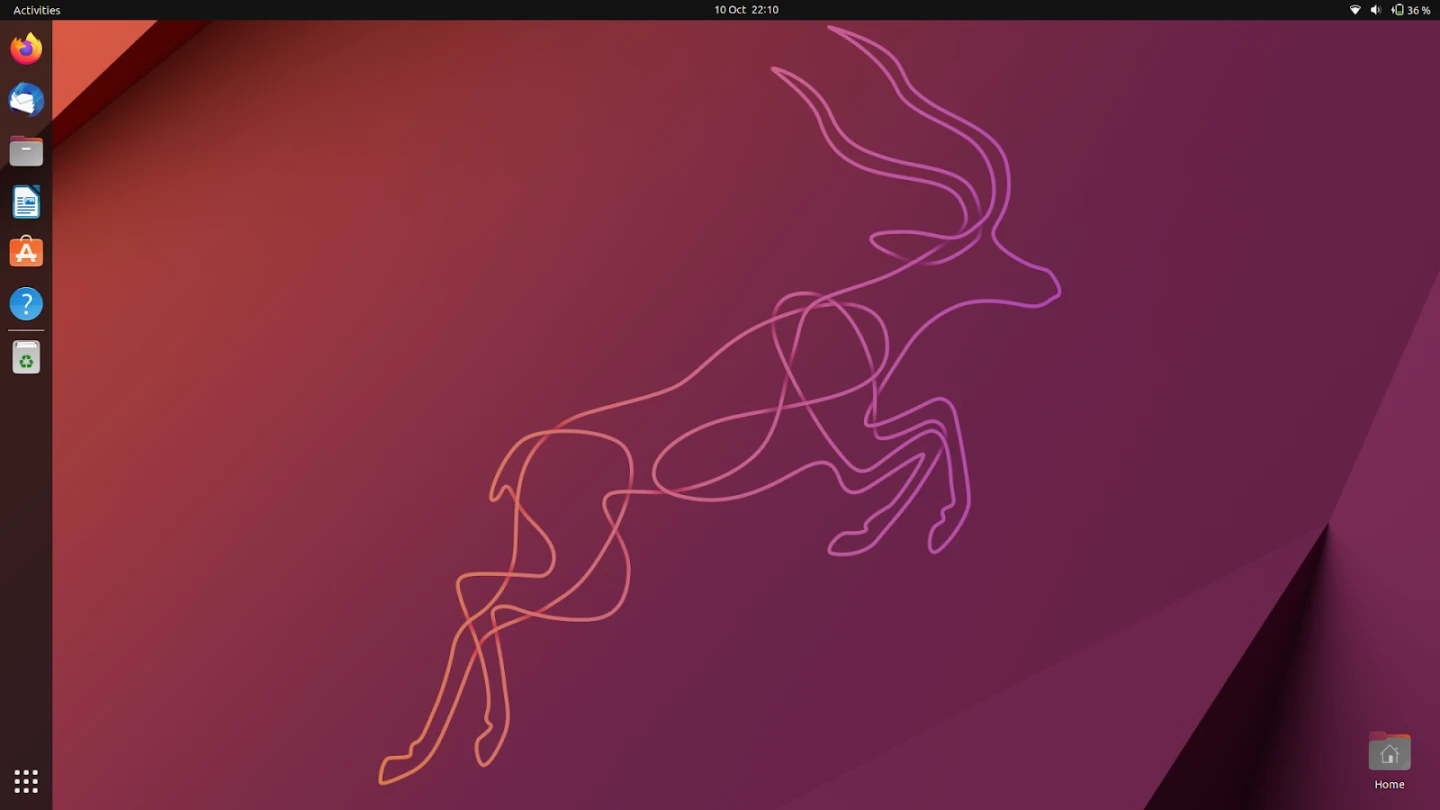
人気のLinuxディストリビューション、Ubuntu。

#### デスクトップ採用の測定
通常Linuxデスクトップ・ディストリビューションは小売販売業によって配布されないため、利用者数を示し得る販売数(統計)が存在しない。(また)ダウンロードされたファイル1個は多数の(インストール)CDの作成に使い回され、そして各CDは複数台のコンピュータのOSインストールに使われ得る。一方、ファイルが(ハードウェアの)テストにのみ使用され、インストールが直ぐに消去される可能性もある。これらの要因により、現在のLinuxデスクトップの推定は、しばしばLinuxを実行していると自ら名乗るコンピュータによるWebページのヒットに頼っている。これらの統計の使用は、信頼性が低く、またLinuxの使用を過小評価するものだとして批判されている。
(2008年までの)Webページのヒット数を尺度として用いると、Linuxはデスクトップ市場占有率の約1%に過ぎず、一方Microsoft Windows OSは90%以上を占めていた。これは当時LinuxがWindowsの直接の代替として見なされていなかったためである可能性がある。
2017年2月現在、W3Counterは「Linux」ウェブブラウザの市場シェアを4.63%と推定し、一方（Linuxカーネルに基づく）「Android」バージョン4〜6の合計値は33.77%と推定した。
Unity・ゲームエンジンはユーザー統計を収集し、0.4%のLinuxユーザーを2016年3月に示した。同様に、Steamクライアントは使用状況を追跡し、約1%のLinuxユーザーを2015年5月に報告した。
2009年4月、KDEのAaron Seigo氏は(Linux)システムの非・北米市場、特に中国への広範な浸透を踏まえて、大抵のwebページ・カウンタ法が弾き出すLinuxの採用数が余りにも低すぎることを指摘した。同氏は、「北米ベースのWeb測定法はWindowsを高く算出し、かつ世界のその他地域におけるLinuxの普及を無視している」と言及した。真の世界的なデスクトップ採用数の推定および、合衆国とカナダにおけるWindowsで歪まされた環境を説明する際に、同氏は「世界のデスクトップの少なくとも8%（恐らくは高く見積もっても10〜12%）がLinuxディストリビューションを実行しており、そしてその数値が急激に上昇している事」を指摘した。他のコメンテーター達もこれと同じく「市場シェアの小ささに対して（競合他社がLinuxの評判を傷つけるため多大な労力を費やすこと自体が）矛盾する」見識に同調している:
私は「デスクトップLinux市場シェアがわずか1%」だなんて信じない。私が思うに、それはもっと高いはずである。(しかしながら)私には共有できる良い根拠を持ち合わせてはない; (これは)私の経験に基づく評価と、業界を熟知していることに依拠している。(だが)より説得力のあるものが他にもあり、それはMicrosoftの振る舞いである。もし仮にLinuxがそれほど取るに足らないのであれば、なぜ奴らはこれ程までに多くの注意をLinuxに払うんだろうか？—Carla Schroder, Linux Today
2009年5月、Preston Gralla（Computerworld.comへの寄稿編集者）は、Linux利用率が1%以上であることを示すNet Applicationsのwebヒット数への反応に際して、「Linuxは重要なデスクトップまたはノートブックOSに決して成ることは無いだろう」と述べた。彼は「最近見られたLinuxデスクトップ利用の急上昇はLinuxネットブックによるものであり、彼が見たその流行は(その時点で)既に退潮傾向にあると彼は見ており、そしてWindows 7が利用可能になった暁には、さらに侵食されることになるだろう」と推論した(そして実際、Linuxネットブックは途中で頓挫してしまったけれども、Linuxの利用急増の原因がLinuxネットブックだけなのかどうかは疑問の余地がある)。同氏は結論づけた:「デスクトップOSとして、Linuxは考えるほど重要ではない。サーバーについては(一流であるが)、しかしあなたは恐らくそれをあなたのデスクトップで使う気はないだろう – 例えもしそれが18年経ってようやく1%の障壁を突破できたとしてもだ」と。
2009年、マイクロソフトの前CEOスティーブ・バルマーは、LinuxがMacよりもデスクトップ市場シェアが大きいことを示したうえで、近年Linuxは「確かにシェアを幾分増やしている」と述べている。2009年におけるデル製ネットブックの全セールスの内、3分の1弱にLinuxがインストールされていた。
Caitlyn Martinは、2010年の夏に小売市場の数字を調査し、同様に「Linuxのデスクトップ採用に関して言及されたきた伝統的な数字があまりにも低すぎる」と結論付けた:
ほぼ毎日どこぞの技術系報道の、あるいは技術系ネット掲示板でコメントしている誰かさんは「(ラップトップを含む)デスクトップでのLinux採用は取るに足らない」と主張したいようである。(そして湯水のように使われている)その数字は1%である。(しかも)これらの主張はLinuxの採用を擁護するはずの誰かさんによってすらも繰り返される。「デスクトップにおけるLinux市場シェアは取るに足らないもの」と「1%という数字は単に誤りである」という両方の概念は長年に渡って存在してきた…。(では)1%という数字は(一体全体)どこから来られたのだろうか？　それには2つのソースがあり：非常に古いデータとwebカウンタである。市場シェアを試しに確認するためにWebカウンタを使う際の問題点は、それらは通常「カウントされるために課金した」Webサイト(のデータ)しか含まないことである。それは「Windowsが過大にカウントされる」ことを大体保証する。—Caitlyn Martin

#### 採用理由
他のOSからLinuxに変更する理由には、「より良いシステム安定性、より良いマルウェア保護、低コストまたは無費用、大抵のディストリビューションにアプリケーション・ソフトウェアとハードウェア・ドライバーが完備していること、全インストール済ソフトウェア用の簡便化アップデート、自由ソフトウェア使用許諾、アプリケーション・リポジトリならびにソースコードへのアクセスの可用性」などが含まれる。Linuxデスクトップ・ディストリビューションは「複数のデスクトップ・ワークスペース、より優れたカスタマイズ性、掲示板を通じた無料かつ無制限のサポート、および時間の経過とともに遅くならないOS」も同様に提供する。Linux OSは通常箱入り、あるいはその他小売パッケージでは供されないが、しかしインターネット経由でダウンロードされるとして、環境上の理由も同様に引用されている。より低いシステム要件は「より古いハードウェアをリサイクルされるかもしくは廃棄される代わりに使い続けられるようにする」ことをも意味する。またLinuxディストリビューションは、セキュリティ脆弱性のパッチ適用が非フリーのOSよりもはるかに早く行われ、そしてLinuxにおける改善はWindowsにおけるそれらよりも、より速い頻度で起きて来ている。

『エコノミスト』の2007年12月の報道では、いわく:
| 「 | Linuxは零細企業および家庭で迅速に普及しました。これは主にCanonicalから出ているUbuntu 7.10に付けられた暗号名であるGutsy Gibbonの功績です。Linspire、(Linux)Mint、Xandros、OpenSUSE、そしてgOSのようなディストリビューションに加えて、Ubuntu（およびその兄弟であるKubuntu、Edubuntu、Xubuntu）は、Linuxのオタク的な角(かど)のほとんどを丸められている一方、それをデスクトップ向けに磨き続けています。疑いなく、Gutsy Gibbonは、これまでの中で最も洗練され、最もよく統合された、そして最もユーザーフレンドリーなLinuxディストリビューションです。それは今やWindowsよりもセットアップおよび設定することがより簡単になっています。 | 」 |

上記の報道以来、デスクトップLinuxのユーザビリティ(使いやすさ)を改善させるため、さらなる投資が行われてきた。
インドの一括コンピュータ仕入れ業者：ELCOTは、2008年6月にLinuxのみを推奨し始めた。テスト後、彼らは次のように述べた:「ELCOTは過去2年間、2,000台を超えるデスクトップおよびラップトップ・コンピュータにSUSE LinuxおよびUbuntu Linux OSを使用しており、他のOS、とりわけMicrosoft Windows OSと比較した時、遥かに優れていることを発見しました」。
(《ソフトウェアの海賊行為の蔓延により、Microsoft Windowsが簡単に無料で手に入れられる》中国など)多くの発展途上国では、Linuxディストリビューションが採用されるには高いハードルがある。これゆえにプロプライエタリOSを入手するためのコスト障壁が基本的にない、これらの国々においてはユーザーは価格というよりも、むしろそのメリットに基づいてLinuxを採用している。
2001年1月、マイクロソフトの当時CEOだったビル・ゲイツは、Comes vs Microsoft 訴訟の一環で開示された内部メモの中で、「Linuxを採用することの魅力」について説明した。彼いわく:
我々の最も有力なOSの競争相手は、Linuxおよびならびにオープンソースと自由ソフトウェアを取り巻く現象である。同じ現象が我々の全製品に対する競争相手の火に油を注いでいる。それを学ぶためにもしくは、その一部分を改造したりするため、Linuxが手に取り易いのは非常に魅力的である。学術コミュニティ、スタートアップ企業、外国政府および、その他多くの顧客層が、Linuxに奴らの最高傑作を注ぎ込んでいる。

#### 採用への障壁
Linuxデスクトップ採用への最大の障壁は、工場出荷時からLinuxがインストール済であるデスクトップPCが恐らく少数派である事にある。
A.Y. Siuは2006年に「大抵のPCにWindowsが予めインストールされているからというだけで、大抵の人はただ単にWindowsを使っている; 彼らはLinuxを選ばない。Linuxは大抵の場合において、ユーザ自身がそれをインストールしなければならない上に、その作業は多くのPCユーザの能力を超越しているため、市場での普及率がはるかに低くなりがちです:『Windowsを最初からインストールするなんて言うに及ばず、大抵のユーザはWindowsの復元CDですら使いたがらない。(それなのに)なぜ一般人が馴染みのないOSを自分達のコンピュータにインストールしようという気を起こすというのでしょうか？』」と断定した。
TechRepublicのライターJack Wallenは、2008年8月に以下のように述べて、この障壁をさらに拡張している:
なぜ誰しもがLinuxよりもWindowsを選びたがる？…(これは)非常に穿った私見ではあるが、この手の質問には単に陰謀論で片付けられると思う: Microsoftは大衆がLinuxに対して盲目にさせられるなら何でもヤッてきている。考えてもみないか？　PC業界においてヤツらがお互いの締め付け独占(利権)を(守り)続けるためMSとインテルが張り合った、ウィンテル陰謀説の全体像を思い起こせないか？　あの時代は消費者の目をくらますという点においては大きな役割を果たした。 MSの商習慣における最優先事項、それは大手家電量販店に対して販売されるほぼ全てのPCについて、ヤツらのOSが販売されることを保証するように強制していることであり、そしてあなたは「陰謀論が誰かさんが思っている以上に現実のモノであること」をお分かり頂けるだろう。
リーナス・トーバルズは(2012年6月のアールト大生とのやり取りの中で)「Linuxは元々デスクトップ・システムとして創設されたけれども、唯一それがそこで活躍できてない市場となってしまっている」と述べた。彼は「デスクトップ市場においてLinuxが後塵を拝し続ける主因それは、平均的なデスクトップ・ユーザーはOSをインストールしたがらないことであり、なので、メーカーにLinuxが予めインストールされたコンピュータを販売してもらうこと、それこそがデスクトップ市場におけるLinuxの野望を果たすための、ジグソーパズルの最後の1コマになり得るだろう」と示唆した。同氏は「(LinuxベースのChromeOSを搭載して出荷する)Chromebookは、AndroidがLinuxをモバイル空間に広めることを許したのと同じように、そのような移行(期)における重要な転換点を提供する可能性がある」と付け加えた。
2012年9月には、GNOME開発者マイケル・ミークスも「Linuxデスクトップの採用不足についての主な理由は、それを予めインストールしたコンピュータを出荷しているメーカーが不足していることにある」と指摘したうえで、Siuの6年以上も前の主張を支持している。ミークスは同様に「アプリケーションがより幅広く取り揃うまでユーザーはデスクトップLinuxを受け容れようとはせず、そして開発者は、よりユーザー人口が増加しないと、より幅広いアプリケーションを作ろうとしない、典型的なCatch-22の状況に陥っている」ことも指摘した。
2007年に実施されたopenSUSEの調査では、回答者の69.5%がMicrosoft Windows OSに加えてLinux OSをデュアルブート化したと回答した。2007年初頭(Precursor Advisorsのアナリスト)Bill Whymanは、「デスクトップ(市場)におけるMicrosoft製インフラストラクチャの魅力的な代案は未だにない」と特筆した。
アプリの対応、周辺機器対応の質、そしてエンドユーザーの支援が、デスクトップLinuxの採用に対する最大級の障害物として、ひと頃は見なされていた。Linux Foundationによる2006年の調査によると、その当時これらの要因は、それぞれ回答者の56%、49%、33%にとって「主要な障害物」と見なされていた。

##### アプリケーションのサポート
2006年11月のDesktop Linux Client Survey(デスクトップLinuxクライアント調査) は、Linuxデスクトップを配備することについての第1位の障壁が、「Linuxに移植されてこなかったうえに、彼らが『それなしでは生きていけない』Windowsアプリケーションにユーザーが(飼い)慣らされてことである」と同定した。これらには、Microsoft Office、Adobe Photoshop、Autodesk AutoCAD、Microsoft Project、VisioおよびIntuit QuickBooksが含まれる。これは、開発者がその市場シェアゆえにプログラムをWindows向けに作り、そして消費者が当該プログラムの入手可能性(≒豊富さ)ゆえにウィンドウズを使う、といった鶏が先か、卵が先かの事態を生み出す。2007年に実施されたDesktopLinux.comの調査では、回答者の72%がLinux上でWindowsアプリケーションを実行する方法を使用していると回答した。
2006年のLinux Foundationの調査回答者の51%は、「クロス＝ディストリビューションLinuxデスクトップ標準(規格)がLinuxデスクトップ・コミュニティにとって最優先事項であるべきだ」と確信しており、「断片化したLinux市場が、アプリケーション・ベンダーを開発、配給、ならびにOS対応から妨げている」という事実を強調している。2008年5月ガートナーは、2013年頃までは「バージョン管理と非互換性がオープン＝ソースOSと(それに)関連するミドルウェアを悩ませ続けるだろう」と予測した。
2008年までに、Linuxアプリケーションの設計およびWindowsならびにAppleアプリケーションの移植作業は、Linux(版)向けに等価値を持たない(あるいは)、十分事足りるもしくはより優れた機能を供しないアプリケーションを見つけるのが難しい地点まで進歩した。
アプリケーションの進歩の1例は、Linux向け主要生産性スイート、OpenOffice.orgと、Microsoft Officeを比較すると垣間見える。2008年10月のOpenOffice.org 3.0のリリースに際して、Ars Technicaは以下の2点を評価した:
OpenOffice.orgは未だMicrosoft Officeと完全に同等とまでは行かないけれども、急速なペースで成熟しており、そして多くの平均的コンピュータ・ユーザーの基本的なニーズに合致する機能が既にある。これは学校にとって理想的な選択肢であり、また「Microsoft製オフィススイートの、より高度な機能に依存しない」零細企業および家庭ユーザーにとって、ますます実行可能な選択肢となっている。

##### 周辺機器のサポート
過去において、オープンソース・デバイスドライバの入手性と品質がLinuxデスクトップにとっては問題であった。ドライバが欠落していた特定の領域には、プリンタ(無線およびオーディオカードも同様)を含んでいた。例えば(2007年初頭)、デルは、その当時の非互換性(法律問題もしかり)ゆえに、プリンタ、プロジェクタ、Bluetoothキーボードとマウス、TVチューナーとリモコン、デスクトップ・モデムとBlu-rayドライブを含む、特定のハードウェアおよびソフトウェアをUbuntu 7.04入りパソコンに売らなかった。
2008年までに、大抵のLinuxハードウェア対応およびドライバ問題は適切に対処された。2008年9月時点での、Jack Wallenの評価は以下のとおりであった:
何年も前、もしあなたがお手持ちのマシンにLinuxをインストールしようものなら、ハードウェアを1つずつ手作業で選択しては確認してやる必要があり、でないとインストールしても100％動作しなくなります…今はその様なケースはそう多くはありません。あなたは(お好みの)PC(またはラップトップ)をつかみ取れるし、おそらく1つかもしくはそれ以上のLinuxディストーションをほぼ100％インストールおよび動作させることができます。しかし、まだいくつかの例外もあります; 事実、休止状態/サスペンドは、長い道のりを歩んできたものの、多くのラップトップで依然として問題となっています。

##### エンドユーザーのサポート
一部の批評家は「Windowsと比較して、Linuxはエンドユーザーのサポートが欠けている。伝統的にLinuxは、はるかに技術的な専門知識が必要と見なされてきた」と述べている。デルのウェブサイトにはオープンソース・ソフトウェアについて「使用するにあたっては中度から高度な知識が必要である」と説明していた。2007年9月、(Ubuntuプロジェクトの創始者)マーク・シャトルワースは、「これは大衆市場向けに準備が出来ていないと言うのが理に適うだろう」とコメントした。
2004年10月、(Adeptiva Linuxの最高技術責任者)Stephan Februaryは当時、「Linuxは非常に技術的なソフトウェア製品であり、そして技術コミュニティの外で消費者をサポートできる人は、ごく少人数でしかなかった。Windowsユーザーは友達あるいは家族の助けに頼ることが可能である一方、Linuxユーザーは一般的に、消費者にとって不快になる可能性がある、(ネット)掲示板を使う」と特筆した。
2005年、Dominic Humphriesはユーザー技術サポートにおける違いを要約した:
Windowsユーザーは多かれ少なかれ顧客＝サプライヤーの関係にあります: 彼らはソフトウェアについて、保証について、支援について、そして(必要とあらば)それ以外にも払います。彼らはソフトウェアがそれなりの利便性を持っていることを期待します。彼らは従って自身のソフトウェアに対して権利を持つことに慣れています: 彼らは技術サポートについて支払っており、そしてそれを受け取れるよう要求する全権利を保有します。彼らはまた、人よりもむしろ企業体を取り扱うことに慣れています: 彼らの契約は人とではなく、企業ととのものであります。Linuxユーザーは、(むしろ)コミュニティの一部分に属します。彼らはソフトウェアを購入する必要もなく、彼らは技術サポートにお金を払う必要もありません。彼らは無料でソフトウェアをダウンロードし＆助けを得るためにインスタント・メッセージングとWeb＝ベースの掲示板を用います。彼らは企業ではなく、人々を扱います。
さらに最近では、批評家が「(コミュニティ＝ベースの掲示板サポートを用いる)Linuxユーザー支援モデルが大幅に改善されたこと」を発見している。2008年にJack Wallenは次のように言及した:
Linuxなら、あなたは掲示板、オンライン検索、そしてたっぷり専用webサイトを通じて巨大コミュニティの支援を得ることができます。そしてもちろん、もしあなたが必要性を感じるならば、いくつかの大手Linux企業(Red HatおよびNovell、等)からサポート契約を購入することも可能です。
しかしながら、Linuxに付き物のピア(英: peer, P2PのPと同義)・サポートを使うなら、時間を味方に付けられます。何か問題が生じたなら、Eメールをメーリングリストに送り付けるかあるいは掲示板に投稿すると、10分以内に提案(の返信)で溢れ返るでしょう。あるいは、これらの提案が返ってくるまでに数時間から数日かかる場合もあり得ます。これは時々全て運任せじゃないかと思えます。
それでも一般的に言えば、大抵Linux絡みの問題は(既に)遭遇しているうえに文書化されているため、かなり素早くあなた自身の解決策を見つけ出す機会には恵まれているはずです。
ユーザー・サポートの質問に対処する中で、Manu Cornetは以下のように述べた:
オープンソース・コミュニティの偉大な資産の1つ(中でもとりわけLinux)は、それが本物のコミュニティであることにあります。ユーザーと開発者は、web掲示板上でも、メーリングリスト上でも、IRCチャンネル上でも、本当にそこらかしこにいますし、新規ユーザを助け出します。彼らは皆、ますます人(々)がLinuxに切り替えるにつけ、そのことを嬉しく思っており、また新規ユーザの新システムを把握するのを喜んで手伝ってくれます…(そして)往々にしてあなたにお答えするうえに、あなたの問題からあなたを連れ出(or救い出)してくれる親身な人(々)がいる、文字通り何千もの場所をあなたは見つけられることでしょう

##### その他の要因
Linuxの信頼性も時々攻撃を受けているがしかし、LinuxPlanetのRon Millerは以下のように指摘する:
…Linuxが批判されているという事実は恐らく良いことです。
まず第一に、「Linuxが企業内で進展中であり、かつ競争相手に強い(悪)影響を与え始めており、そしてヤツらがそれに対して反応している」ことを示しています。第二に、長期に渡りあらゆる解決策を検討し、その強みと弱み、ならびにある選択肢が別の選択肢に与える経済的波及効果を分析することは健全です。
最後に、消費者と意思決定者(達)は、データの出典と批判を含めデータを注意深く検討し、Linuxが正しい決断であるかどうかを判断する必要がありますがしかし、より多くの人(々)がLinuxを選択し、市場での地位を見つけるにつれて、必ず装着(or装備)しなければならない対象として見なされる運命にあります。それは単に市場で成功するために支払う代償に過ぎません。
LinuxのTCO(総所有費用)については議論が続いており、2005年のガートナーの警告によれば、「Linuxへの移行費用が、その費用上の利点に勝るかもしれない」とした。ガートナーは2008年にも警告を再び反復したうえに、「『2013年までに、配備中のLinuxの大多数は他のOSよりも、真のソフトウェアのTCOにおいて優位性を持ち得ない』」と予測している。しかしながら、『Comes v. Microsoft』法廷闘争において、原告(この場合はComes)側の証拠書類・第2817号は、「1998年にMicrosoftは自社が有利になるよう、ガートナーに彼らのTCOモデル(≒費用算出方法)を変えさせるためロビー活動(圧力)をかけ、成功裏に終わった」ことを明らかにした。Linuxに移行した組織はこれらの警告には同意していない。(世界トップクラスの高級ギター弦メーカー、アーニー・ボールのCEOであり、かつ2003年度Linux採用者でもある)Sterling Ballは、TCOの論争についていわく:「私が思うにそれはプロパガンダです…ウイルスに対処するコストは？　私たちは「ヤツら」とは無縁です…私がより安く運用している事にウソはない。分析屋どもは自分達が望むなら何でもかんでも言うことができる」と語った。
SCO＝Linux論争において、SCO(新社)は「IBMによって寄贈されたUNIXソース・コードが違法にLinuxに取り入れられた」と主張した。SCOにLinuxの所有権を法的に主張されるかもしれないというその威嚇は、当初一部の潜在的なLinux採用者の移行を遅らせることを引き起こした。本訴訟は、SCOがその4年間にわたるUNIX著作権の所有権をめぐる法廷闘争に敗訴したのち、2007年のSCO破産を引き起こす契機となった。SCOの訴訟は、UNIXから盗用された知的財産がLinuxに含まれているか否かを示せるかにかかっていたが、しかし「SCOでなくノベル (企業)が正当な著作権の所有権者である」ことを裁判所が発見した時、この訴訟は失敗した。訴訟手続の最中、「SCOのLinuxについての主張が欺瞞的」かつ「SCOの内部ソース・コード監査は権利侵害について何の証拠も示せなかった」が明らかになった。
ライバルのOSベンダー(グリーン・ヒルズ・ソフトウェア)は、Linuxのオープンソース・パラダイムを「根本的に不安全("fundamentally insecure")」と(注意)喚起している。
米軍は「Linuxがセキュリティ的に問題である」ことに同意していない。米軍のPEO・C3T(Program Executive Office・Command, Control and Communications Tactical)所属で副(作戦)計画担当官(Deputy Program Officer)を務めるNick Justice准将が、2007年4月に語った所によると:
我々の職務は彼らが自らの任務を(キッチリ)遂行できるようにするため、戦地に居る兵士へ的確かつタイムリーに情報を提供をすることである。オープンソース・ソフトウェアは人命がそれにかかっている様な時に、我々の指揮統制システムを効果的に機能させるために接続し有効化する、統合型ネットワーク・ファブリックの一部である。我々がバグダッドに転がり込んだ時、我々はオープンソースを使って効を奏した。驚く方も多いかもしれないが、しかし米軍は「その」単一で最大のRed Hat Linuxインストール・ベースである。我は彼らの最大の顧客である
としている。

### ネットブック
2008年、ガートナーのアナリストは「ネットブックのそのコンセプトが『WebアプリとWebブラウジング(の一環)として構築された』OS＝非依存アプリに集中(or注力)するならば、Linux搭載ネットブックのようなモバイル端末は、OS供給業者としてのマイクロソフト・Windowsの優位性を潜在的に破壊する可能性がある」と予測した。
2008年までは、ネットブック市場はLinux＝駆動端末によって牛耳られていた; これはWindows XPがオプションとして利用可能になったのち、2009年を境に変わった。
理由の1つに、「彼らが『そのネットブックの世界観: web＝サーフィンとweb＝アプリ端末』を理解せず、未だにWindows＝ライク(の様)な環境を期待していたため、多くの消費者がLinux＝ベースのネットブックを返品した」ことが挙げられている。

### シンクライアント
2011年に、Googleは（ウェブアプリケーションを使うことができる能力と、Chrome リモート デスクトップを用いて《Windows、Mac OS X、伝統的LinuxディストリビューションもしくはChromeOSが走る》その他コンピュータに対してリモートデスクトップを行使できる技量を持つ、Linux＝ベースのChromeOSが走るシンクライアント）Chromebookを発表した。2012年GoogleとSamsungは、Chromebookと同等のスモール＝フォーム＝ファクター（小型形状or省スペース）デスクトップ、Chromeboxの第1版を発表した。
2013年までに、Chromebookは米国のサブ＝300ドル・ラップトップ市場の20〜25%を獲得した 。
2014年までに、Googleは「ある程度(の数の)Androidアプリを走らせられるようにする」App Runtime for Chrome (ARC)をローンチし、もはやシンクライアントですらなくなった。
2020年までに、Chromebookの市場シェアは10.8%であって、これはMac系プラットフォームよりも上位に位置し; (特に)教育市場において成功を収めていることが分かっている。

### モバイル端末

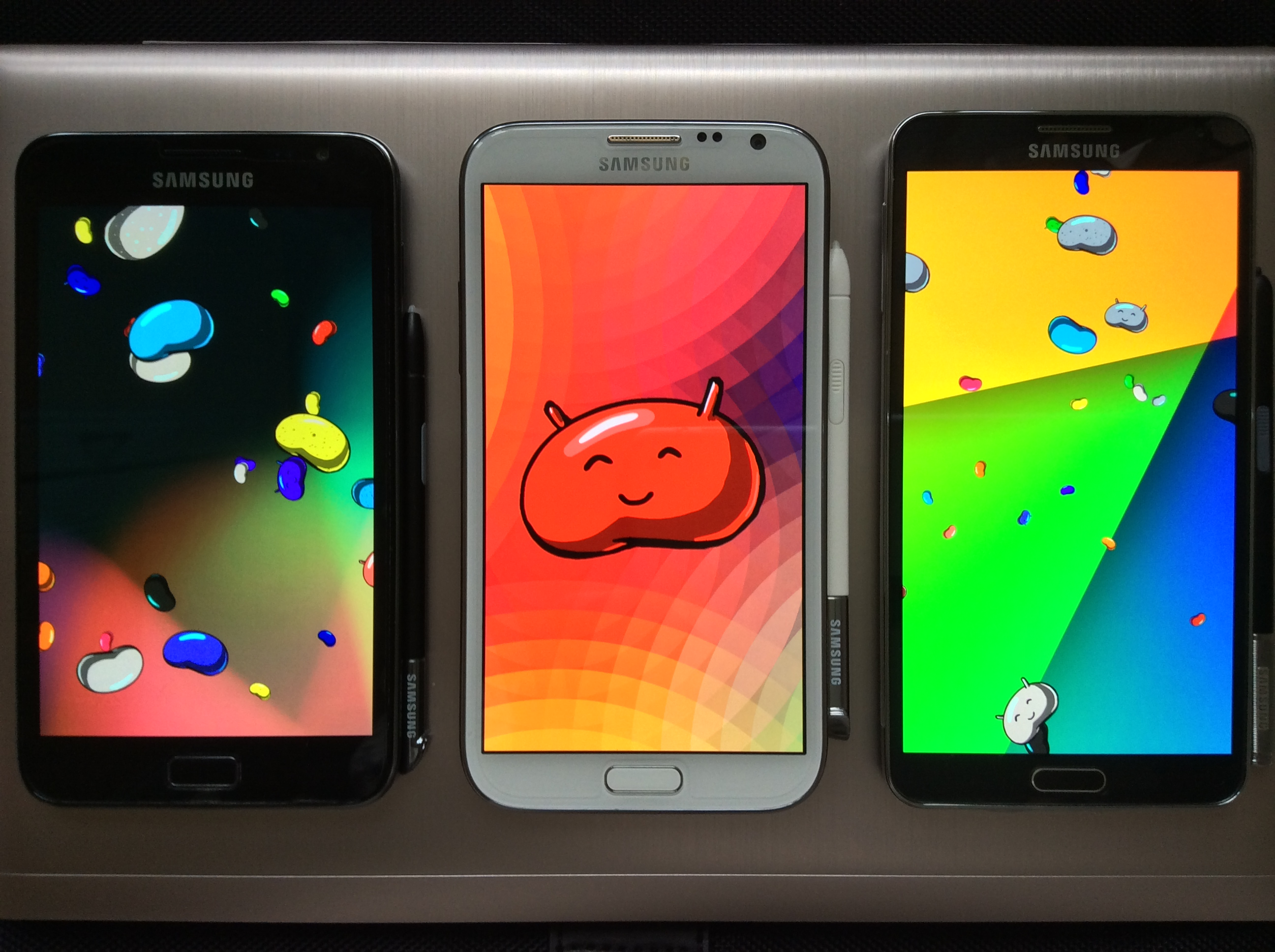
Androidスマホの一例：サムスン・ギャラクシー・ノート・シリーズ２

注: コンピューティング文脈における用語「モバイル端末」は、携帯電話とタブレットを指す; 2013年現在、常に携行されることを念頭に設計されているにもかかわらず、本用語は通常のラップトップを含まない。
Linuxカーネルを走らすAndroidは、世界で最もポピュラーなモバイル・プラットフォームである。2024年現在、Androidはグローバル(世界全体)でモバイルOS市場の71.85%を占める。

#### 廃止されたLinuxベースのモバイルOS
- Firefox OSはもう1つのオープンソース・Linux＝ベース・モバイルOSであった、今となっては廃止されているが。
- Nokiaは以前、いくつかのLinuxの亜種が走る電話(例: Nokia N900（英語版）)を生産していたが、しかし2013年に、Nokiaのハンドセット部門はMicrosoftによって買収された。

### GUIを備えるその他の組み込みシステム
- スマートフォンの類は段階的に、これらの類の組込みデバイスを置き換えつつあるがしかし、それらは未だに存在している。例としてポータブル・メディア・プレーヤー類がある。OEM製ファームウェアのいくつかはLinuxがベースである。コミュニティ＝ドリブンの完全にフリーかつオープン＝ソースなプロジェクトにはRockboxがある[要出典]。
- 車載インフォテインメント・ハードウェアは通例、そのダッシュボードに組み込まれるか、あるいは追加のディスプレイかのうちどちらかといった、何かしらのディスプレイを伴う。(旧:)GENIVIアライアンス(現呼称: COVESA《Connected Vehicle Systems Alliance、コネクテッド・ヴィークル・システムズ・アライアンス》)は、その(自前の)IVIを走らせるために、Linux＝ベースのオープン・プラットフォームに取り組んでいる。それは完全に別個のシステムであるにもかかわらず、エンジン・コントロール・ユニットによって伝えられる一部の値へのインターフェイスを備えているかもしれない。いくつかの点においてスマホ向けTizenとは異なる、IVI向けTizenの特別な変種が将来登場するだろう[要出典]。

## GUIを備えないハードウェア・プラットフォーム

### GUIを備えない組み込みシステム
Linuxはしばしば様々な単1＝もしくは多＝目的コンピュータ・アプライアンスおよび組み込みシステム類において使われる。
カスタマ構内設備は、「組込まれ、かつ常識的にはGUIを持たない)」(その手の)デバイスのグループである。一部はSecure Shellもしくは、軽量webサーバー・ソフトウェアで走る、Web＝ベース・ユーザーインターフェイス経由で遠隔操作される。OEM製ファームウェアの大半は、Linuxカーネルとその他フリーあるいはオープン＝ソース・ソフトウェアに基づく、例: Das U-BootとBusyBox。コミュニティ駆動プロジェクトも２〜３ある、例: OpenWrt。
より小さい規模の組込みネットワークアタッチトストレージ＝デバイスもほとんどは、Linux＝駆動である。

### サーバー
Linuxは、特にLAMP (ソフトウェアバンドル)のおかげで、インターネット・サーバ市場でポピュラーになった。2008年9月に、スティーブ・バルマー（《当時》マイクロソフトCEO）は、「60%のサーバーがLinuxを走らせ、そして(残り)40%がWindows Serverを走らせている」と主張した。2013年第2四半期を対象としたIDCのレポートによると、Linuxは世界全体のサーバー収益の最大23.2%を占めていたが、しかしこれはLinuxおよび非＝Linuxサーバー間の潜在的な価格格差を埋め合わせている。2014年5月に、W3Techsは「（Alexaによれば）上位1,000万のWebサイトの67.5%が何らかの形でUNIXを走らせており、そしてこれらUNIX(系)を使う全Webサイトの内、少なくとも57.2%でLinuxが使われている」と推定した。

#### Webサーバー
Linux＝ベースのソリューション・スタックには、フリーおよびオープン＝ソース・ソフトウェアの一般的なアドバンテージとベネフィットの全てが一緒に付いてくる。より一般的に知られている一例は以下のとおりである:
- LAMP
- MEANスタック

Netcraftによると、2019年現在、nginxが最も高い市場シェアを持っていた。

#### LDAPサーバー
フリーで利用可能なLDAPサーバーの実装が様々にある。

#### ルーター
Linux用ルーティング・ソフトウェアのうちフリーで利用可能なものには、BIRD、B.A.T.M.A.N.、FRRouting、QuaggaそしてXORPが含まれる。カスタマ構内設備上、パーソナルコンピュータ上もしくはサーバ＝ハードウェア(上)、そのいずれであっても、そのLinuxカーネルがメインラインもしくは高度な最適化が適応されていれば、ハードウェア・バス・スループット(※機材固有の上限通信速度)によって律速されるレート(速度)のもとでルーティングを実行する能力がある。

### スーパーコンピューター
Linuxは「優れた性能、柔軟性、速度＆より低いコスト」のように、フリーおよびオープン＝ソース・ソフトウェアの一般的なアドバンテージとベネフィットのおかげで、スーパーコンピュータ類の中では最もポピュラーなOSである。2008年11月に、 Linuxは世界のTOP500スパコンのシェア87.8%を獲得した。
2018年6月以降、TOP500のリストにある全コンピュータは、何らかのバージョンのLinuxを走らせていた。
2010年1月、（中国科学院の一部である計算技術研究所にて、龍芯CPUファミリのチーフ・アーキテクトを務める）Weiwu Huは、「新Dawning 6000スパコンが中華＝製・龍芯プロセッサを使う予定であり、また、そのOSとしてLinuxを走らせる予定である」ことを認めた。同組織が建造した最近のスパコン(《2008年に初稼働をした》Dawning 5000a)には、AMD製チップが使われており、かつWindows HPC Server 2008が走った。

## アドボカシー
多くの組織がLinuxの採用について擁護している。これらの多くは「鍵となるカーネル開発者をホストおよびスポンサーし、Linuxの商標を管理し、オープン・ソース開発者旅費ファンド（Open Source Developer Travel Fund）を管理し、Linux法的防衛ファンド（Legal Defense Fund）を通じてオープン・ソース開発者および企業達への司法扶助を提供し、kernel.orgのスポンサーおよび同様にPatent Commons Projectをホストする」Linux Foundation（の貢献）によるところが大きい。
International Free and Open Source Software Foundation（iFOSSF）は、アメリカ合衆国ミシガン州に拠点を置き、リサーチと市民社会パートナーシップ・ネットワークを通じて、世界中にFOSSの採用をプロモーションし、ならびに採用を加速をすることを使命とする非営利組織である。
Open Invention NetworkはOSSを使用するにあたって、特許使用料からベンダーと消費者を保護するために結成された。
その他Linuxについて擁護している者には以下が含まれる:
- IBMは、自らのLinuxマーケティング戦略を通じて｡
- Linuxユーザーグループ（英語版）
- Asian Open Source Centre（AsiaOSC）（英語版）
- ルーラ大統領(政権)下の、ブラジル政府[91]
- ソフトウェア・リブレ・ブラジル（英語版）：「学校など公的機関、商工業および個人用デスクトップ」におけるLinuxの採用をプロモーションしているブラジルの組織[92]。
- インドと中国のフリーおよびオープン・ソース・ソフトウェア（FOSS）財団[要出典]。

## 歴史
ガートナーは「Linux＝駆動パソコン類は発表されているだけでも2008年度販売台数の4%」と主張した。しかしながら、ユーザーにとって「工場(出荷時に)＝インストールされたMicrosoft Windows OS」に(デュアルブート・アレンジとして)加えるか、もしくはその代わりに(置き換える形で)Linuxをインストールすることが普通である。

### タイムライン
- 1983年(9月): GNUプロジェクトが公にアナウンスされた
- 1991年(9月): Linuxカーネルの初版がインターネットにリリースされた
- 1990年代中期: NASAおよびその他にて、Linuxがそのクラスタ・コンピュータ上で走る[94]
- 1990年代後半: デル、IBMおよびヒューレット・パッカードが、自社ハードウェア上のLinuxについて商業サポートを提供しだす; レッドハットとVA Linuxは株式公開[94]を果たす
- 1999年: EmperorLinux（英語版）は、ユーザビリティを確保するために改造(or修正)されたLinuxディストリビューションが走る、特別に構成されたラップトップの出荷を開始した[95]
- 2001年(第2四半期): Linuxサーバー出荷台数が、年率換算15%の成長率を記録した[96]
- 2004年: およそ世界中のサーバー・ブレード出荷台数の50%、および全ラック＝最適化（英語版）サーバの20%に、Linuxが搭載された[96]
- 2005年: (Linux＝専業コンピュータOEMである)System76がUbuntuがプリ＝インストールされたラップトップとデスクトップを販売開始する[97]。

#### 2007年
- デルは、Ubuntuがプリ＝インストールされたセレクト・モデルを出荷できるようになったとアナウンスした[98]
- ZaReason（英語版）がLinux専業ハードウェアOEMとして創業される[99]。
- レノボはSUSE Linux Enterprise Desktopがプリ＝インストールされたセレクト・モデルを出荷できるようになったとアナウンスした[100]
- HPは、「オーストラリアにてRed Hat Enterprise Linuxがプリインストールされたコンピュータの出荷が開始できるようになった」ことをアナウンスした[101]
- ASUSはLinux＝ベースのASUS・Eee PCをローンチした[102]。

#### 2008年
- デルは、カナダおよびラテンアメリカにUbuntu＝ベースのコンピュータの出荷が開始できるようになったことをアナウンスした[103]。
- デルは中国にてUbuntuがプリ＝インストールされたシステムの出荷を開始した[104][105]。
- エイサーはLinux＝ベースのAcer Aspire One（英語版）をローンチした[106]。
- 同年6月に、（インドの州の1つ、タミル・ナードゥ州にある学生向けコンピュータの一括仕入れ業者）タミル・ナードゥ州エレクトロニクス公社（ELCOT）は、Microsoftにその独占的地位を持ってして、Microsoft Officeの抱き合わせ販売付きWindowsを組織(的)に販売することを許してしまったのを機に、Linux供給に完全に切り替えることを決定した。ELCOTはオファーを断ったうえで、次のように言及している「いかなる抱き合わせも、その消費者に深刻な搾取を結果としてもたらし得る」[31]。
- 同年8月に、 IBMは、Lotus NotesおよびLotus Symphonyを含む、IBM製アプリケーション・ソフトウェア付きその他「Microsoft＝フリー」パソコンに対する、レッドハット、ノベルそしてカノニカルとの新しいパートナーシップ協定のアナウンスの中で、Windows Vistaについて市場の幻滅感について引用した[107]。

#### 2009年
- 同年1月に、ニューヨーク・タイムズは言及した:「今日1千万人以上がUbuntuを走らせていると推定されている」と[108]。
- 同年中頃に、ASUSは（自社の「It's better with Windows（ウィンドウズならもっとイイぞ）」キャンペーンの一環として）Linuxの提供をヤメた結果、それに対して彼らは強い批判を浴びた。同社は「他のネットブック・メーカー達との競争により、Windows XPのみを提供するに至った」と主張した。2010年5月に執筆したComputerworldのコラムニストSteven J. Vaughan-Nicholsいわく「私は『本当の理由は、ASUSにLinuxを放棄するようマイクロソフトに圧を掛けられたことである』と確信している。ASUSのサイト上で、あなたは今そのスローガン'ASUS recommends Windows 7 (ASUSがオススメするWindows 7)'が誇らしげに掲げられているのを見れるだろう。『(Windows 7は《出来の》良いOSである一方)、それがネットブックではヒドい存在である』ということについては気にしないで下さい。[109][110][111][112][113]」
- 同年5月に、Fedora開発者Jef Spaletaは、アップデート・ダウンロード時のIPアドレスとボランタリー(志願制)ユーザー・ハードウェア登録サービスSmoltからの統計に基づいて、1600万台のFedoraシステムが稼働中であると推定した[114]。(ただし)本推計の作成に関して「どれ位Fedoraがインストールされたベースが、その他のLinuxディストリビューションとオーバーラップ(重複)しているか」については無努力であった(エンスージアスト達は《大抵》多数のディストリビューションを同じシステム上にインストールする)。
- 同年6月に、ZDNetは「全世界で、Ubuntuを利用中のアクティブ・ユーザー達が1300万おり、(そしてその利用は)その他いかなるディストリビューションよりもより早く成長している」とリポートした[32]。

#### 2010年
- 同年4月に、(カノニカルでOEM向けバイス・プレジデントを務める)Chris Kenyonは「1200万のUbuntuユーザー達がいた」と推定した[115]。
- 同年6月に、ケベック州上級裁判所（英語版）のDenis Jacques判事は、「2006年の秋に始まったMicrosoft Windows VistaおよびOffice 2007への政府ワークステーション800台の移行に際して、代案について『真剣な文献調査』を履行せずに当該州政府が72万カナダドルを費やした時に法を破った」という判決を下した。2万5000カナダドル以上のいかなる歳出については代案ついての調査が法的に義務付けられていた。本件は「政府の老朽化したそのWindows XPを入れ替える際にLinuxソフトウェアで入札することを望んでいた」モントリオール＝ベースの零細企業、Savoir Faire Linux（セヴォア・フェール《仏語で英語の「ノウハウ」とほぼ同義》・〜）社によって提訴された。同判事は「Microsoft製ソフトウェアが選ばれたのは従業員が既にWindowsに精通していたためであり」また「異なるOSへの切り替えにはより多くの費用が掛かっただろう」という当該政府の主張を却下した[116]。
- 同年10月に、とある統計企業は「(Google版のスマホ《およびタブレット》用Linux《である》)Androidが、新規購入者の間で最もポピュラーなOSとなっていた」と言及した[117]。

#### 2012年
* 同年11月に、Top500.orgの2012年11月のリストは、それらのOSとしてLinuxのディストリビューションが走っている全トップ10スパコンを挙げている。

#### 2013年
- 同年2月に、DiceとLinux Foundationは「雇用主達の間でLinux系スキルが高い需要を誇っていることを示す」サーベイ（調査結果）をリリースした[119]。
- Valveがゲーム機用にLinux＝ベースの自社製OS、SteamOSをアナウンスする。
- スパコン、日本の新幹線、管制、トヨタのIVI、ニューヨーク証券取引所、CERN(欧州原子核研究機構)、FAA(連邦航空局)の航空管制、原子力潜水艦およびトップ・ウェブサイトは全てLinuxを使用[120]。
- 同年12月に、ミュンヘン市は「自分の所の1.5万台中1.2万台のコンピュータがLiMux（英語版） Linuxへの移行に成功し」また「2013年度における節約額は単年度で約1千万ユーロであった」ことをアナウンスした[121]。

#### 2014年
- 同年9月に、イタリアの（ピエモンテ州の首都）トリノ市が、Linuxへ切り替えることを決定した[122]。
- 同年10月に、グマースバッハ（英語版）市が「自らのITインフラが、今は300台のシンクライアントと、SuSe Linuxが走る6台のサーバーに基づいている」とアナウンスした[123]。
- 同年6月、フランスの国家憲兵隊は、その6.5万台のLinux「GendBuntu（英語版）」への移行を完了した[124]。
- 同年11月にPurism（英語版）がOEMのLinux製造業者として創業された[125]。

#### 2017年
- 同年11月、世界のトップ・スパコンの全500台でLinuxが走った[126]。

#### 2018年
- 同年4月、Microsoftはモノのインターネット・アプリケーション向けLinux＝ベースのOS、Azure Sphereをアナウンスした[127]。
- 同年5月に、Linuxカーネルによって駆動されるゲーム機、Atari VCS（英語版）についてプリ＝オーダー（予約）が始まった[128]。

#### 2019年
- 同年5月に、Microsoftは自社によってビルドされたプリ＝インストール済Linuxカーネルに依拠するであろう、「(WSL:)Windows Subsystem for Linux 2」をアナウンスした。これはMS製OSに搭載されているLinuxカーネルとしては初登場を記録する[129]。
- 同年5月に、大韓民国は「Windows 7のサポート終了のペンディングにより、Linuxへの政府システムのそのメジャー(部分)の移行を模索中であった」ことをアナウンスした[130]。

#### 2020年
- 同年6月に、レノボはThinkPadおよびThinkStation（英語版）ポートフォリオ製品群についてLinux認証(取得)をアナウンスした[131]。

#### 2021年
- 同年1月に、アルゼンチン政府の1州であるミシオネス州は「政府のオフィス向けに特別にデザインされた（Devuan OSをベースにしたディストリビューション）GobMis GNU/Linux（スペイン語版）が開発された」ことをアナウンスした[132]。
- 同年2月にLinuxはNASAのパーサヴィアランス・ローバーが同月18日に上陸した時に火星上で初めて使われた[133]。

#### 2022年
- 同年2月後半に、（ところてん式にArch Linuxをベースにした、SteamOS 3.0が走る）Steam Deckがリリースされた[134]。